# Міста Угорщини

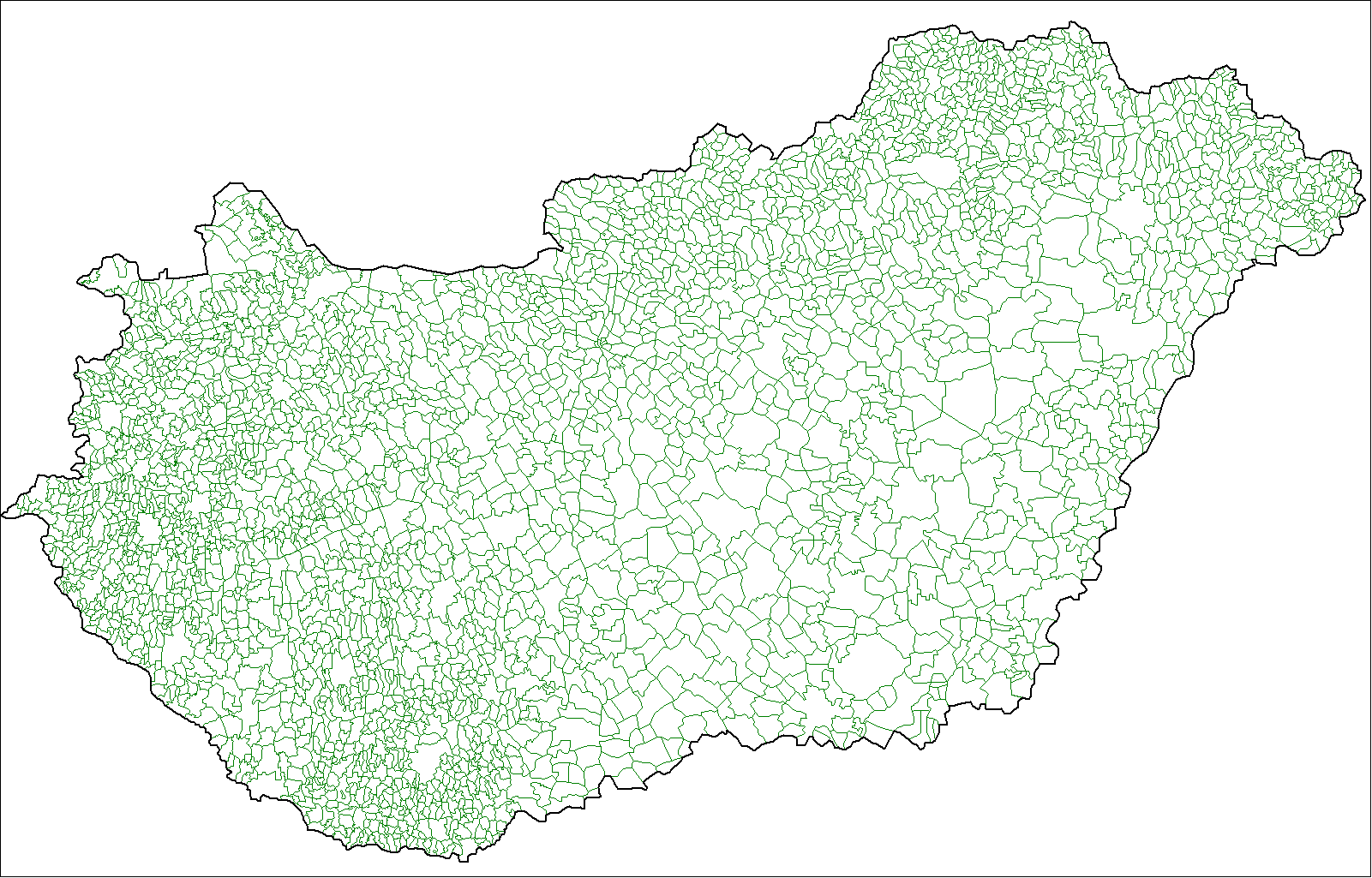
Мапа найменших адміністративних одиниць Угорщини.

Станом на 15 липня 2013 року в Угорщині є 3152 населених пунктів. З них 328 міста (угор. város, множина: városok) та 2824 села (угор. község, множина: községek). Село може отримати статус міста рішенням Президента. Столиця країни Будапешт має спеціальний статус і не належить до жодної адміністративної одиниці. Втім 23 міста мають статус міста-медьє (megyei jogú város — міста з правами медьє).
Чотири міста (Будапешт, Мішкольц, Дьйор, Печ) мають агломерації; крім того, Угорський центр статистики розрізняє ще 17 територій, що перебувають на ранніх стадіях агломерації.
Найбільше місто — столиця Будапешт, найменше — Палгаза (з населенням 1038 осіб станом на 2010). Найбільше село — Соймар (з населенням 10 123 осіб станом на 2010). В Угорщині є понад 100 сіл із населенням менш як 100 осіб, зокрема 5 найменших сіл мають менше ніж 20 мешканців.
У цьому списку перелічено міста з населенням понад 30 тис. осіб станом на 2010 рік.

## Понад 100 тис. (великі міста)

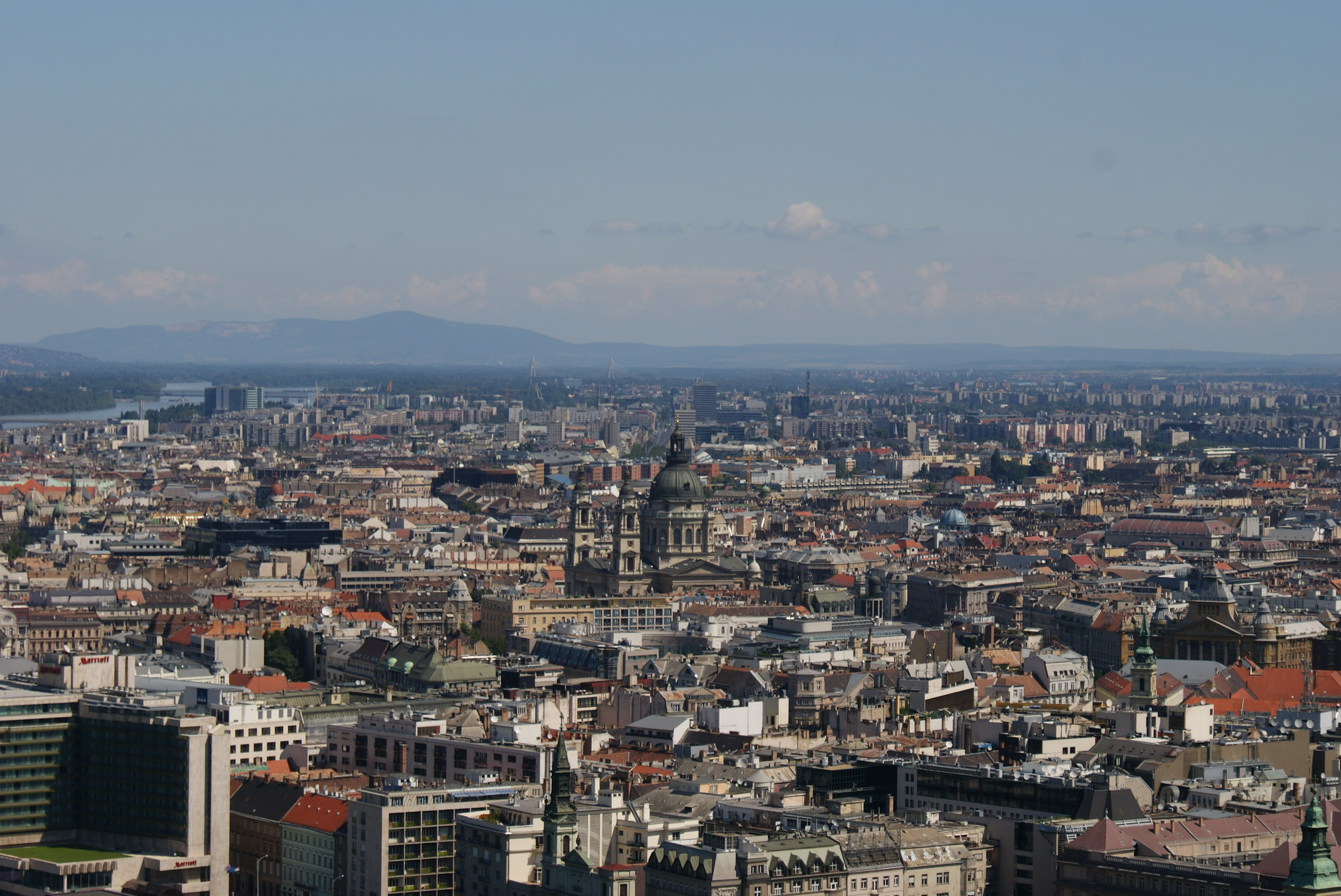
Будапешт
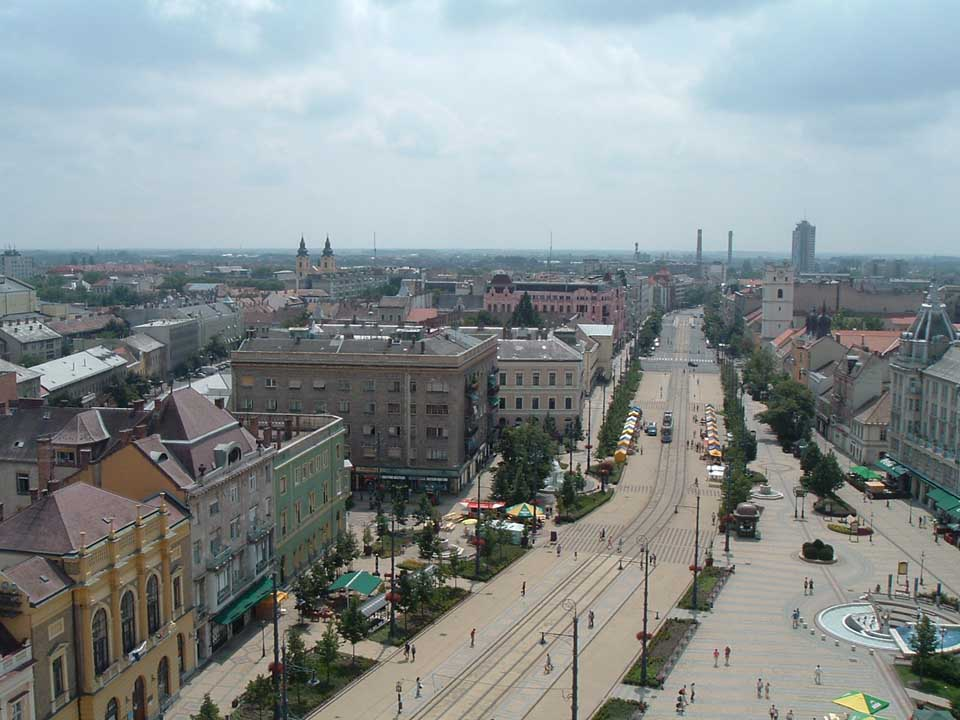
Дебрецен
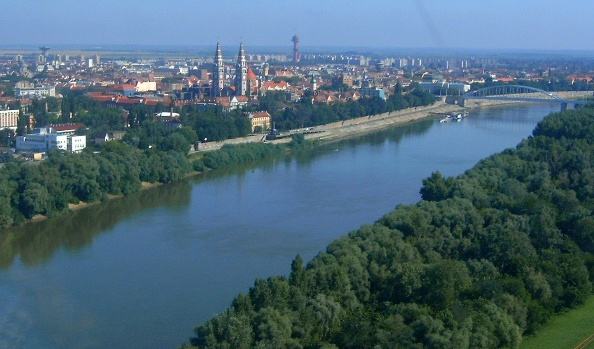
Сеґед
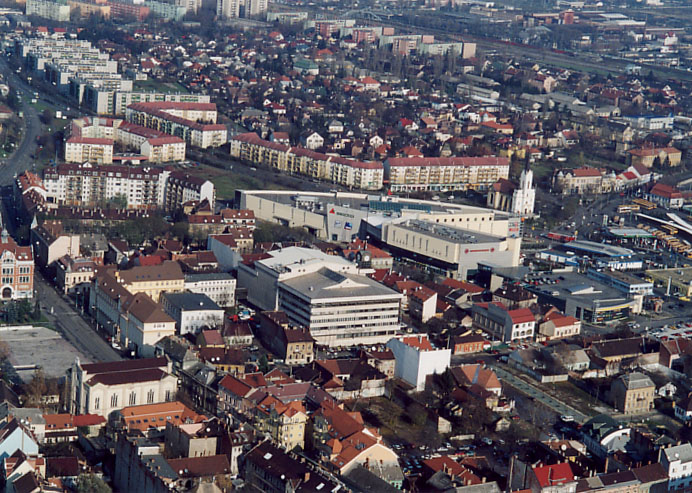
Мішкольц
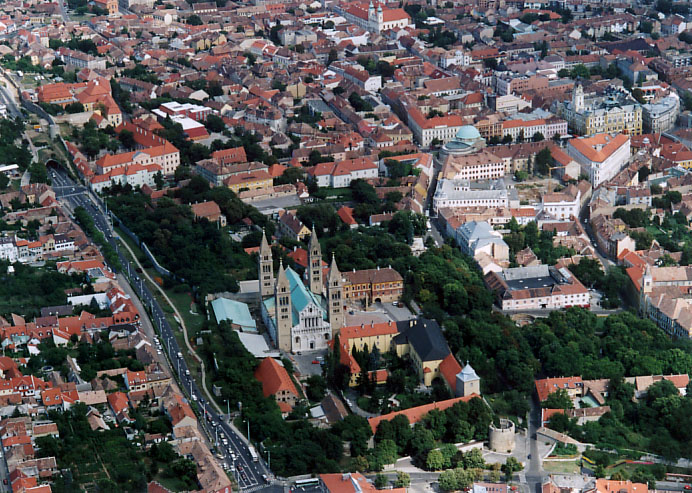
Печ
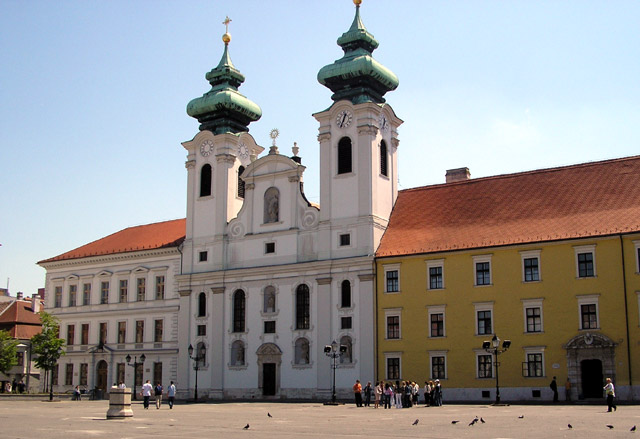
Дьйор
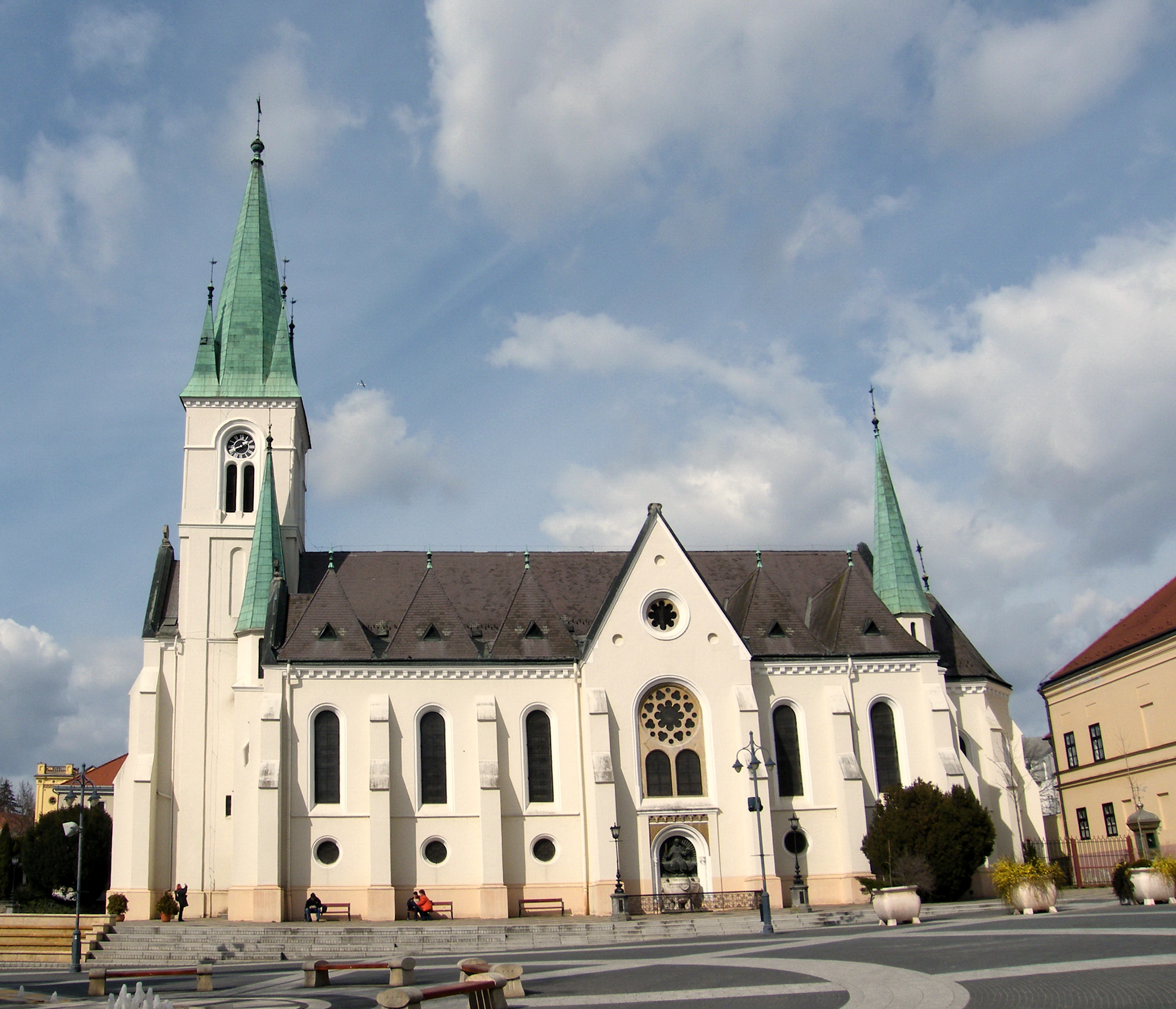
Капошвар
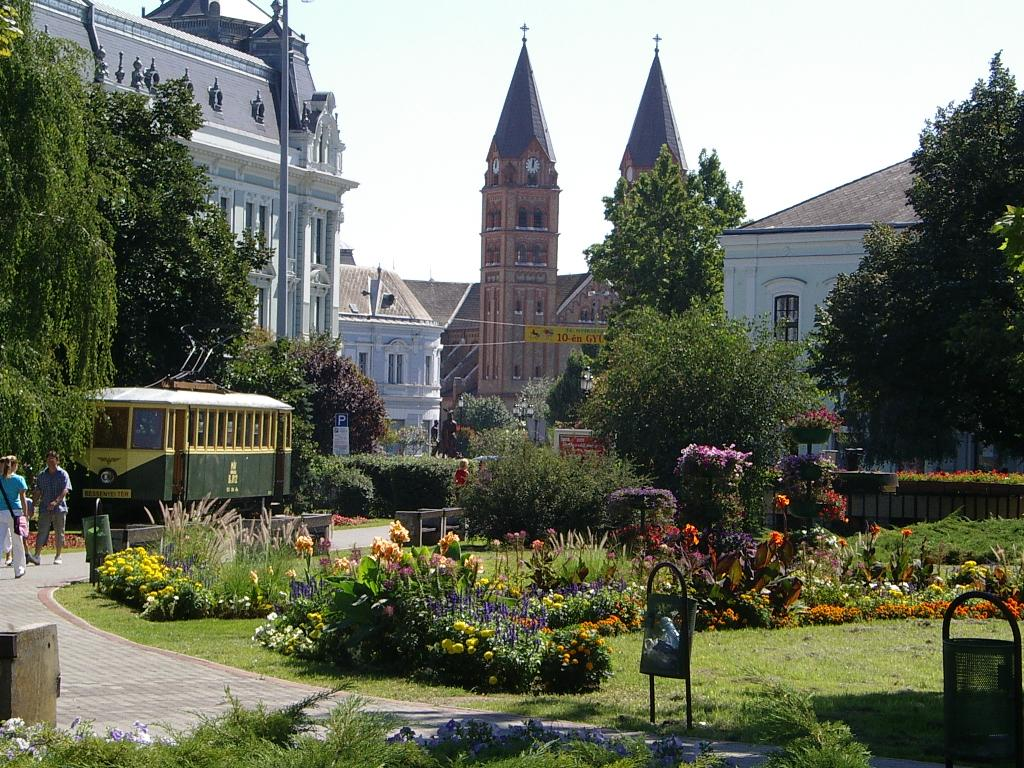
Ньїредьгаза

| Назва                          | Населення (1949) | Максимальне населення | Населення (2010) | Метрополійна територія | Статус                                  |
| ------------------------------ | ---------------- | --------------------- | ---------------- | ---------------------- | --------------------------------------- |
| Будапешт (Budapest)            | 1,590,316        | 2,059,226 (1980)      | 1,721,556▲       | 2,503,105 (2009)       | Столиця                                 |
| Дебрецен (Debrecen)            | 115,399          | 212,235 (1990)        | 207,270▲         | 237,888 (2005)         | Центр регіону, центр медьє, місто-медьє |
| Сеґед (Szeged)                 | 104,867          | 169,930 (1990)        | 169,731▲         | 201,307 (2005)         | Центр регіону, центр медьє, місто-медьє |
| Мішкольц (Miskolc)             | 109,841          | 208,103 (1980)        | 169,226▼         | 216,470 (2005)         | Центр регіону, центр медьє, місто-медьє |
| Печ (Pécs)                     | 89,470           | 170,039 (1990)        | 157,680▲         | 179,215 (2005)         | Центр регіону, центр медьє, місто-медьє |
| Дьйор (Győr)                   | 69,583           | 130,478 (2010)        | 130,478▲         | 182,776 (2005)         | Центр регіону, центр медьє, місто-медьє |
| Ньїредьгаза (Nyíregyháza)      | 56,334           | 118,795 (2001)        | 117,832▲         | -                      | Центр медьє, місто-медьє                |
| Кечкемет (Kecskemét)           | 61,730           | 112,233 (2010)        | 112,233▲         | -                      | Центр медьє, місто-медьє                |
| Секешфегервар (Székesfehérvár) | 42,260           | 108,958 (1990)        | 101,973▼         | -                      | Центр регіону, центр медьє, місто-медьє |

## Від 50 тис. до 100 тис. (міста середніх розмірів)
| Назва                      | Населення (1949) | Максимальне населення | Населення (2009) | Метрополійна територія | Статус                   |
| -------------------------- | ---------------- | --------------------- | ---------------- | ---------------------- | ------------------------ |
| Сомбатгей (Szombathely)    | 47,589           | 85,617(1990)          | 79,513▲          | -                      | Центр медьє, місто-медьє |
| Сольнок (Szolnok)          | 37,520           | 78,328 (1990)         | 74,885▼          | -                      | Центр медьє, місто-медьє |
| Татабанья (Tatabánya)      | 40,221           | 75,921 (1980)         | 70,333▼          | -                      | Центр медьє, місто-медьє |
| Капошвар (Kaposvár)        | 37,945           | 72,377 (1980)         | 67,633▲          | -                      | Центр медьє, місто-медьє |
| Бекешчаба (Békéscsaba)     | 44,053           | 68,044 (1980)         | 64,787▼          | -                      | Центр медьє, місто-медьє |
| Ерд (Érd)                  | 16,444           | 63,669 (2009)         | 63,669▲          | Будапешт               | місто-медьє              |
| Веспрем (Veszprém)         | 20,682           | 63,867 (1990)         | 63,405▲          | -                      | Центр медьє, місто-медьє |
| Залаеґерсеґ (Zalaegerszeg) | 21,668           | 62,121 (1990)         | 61,774▲          | -                      | Центр медьє, місто-медьє |
| Шопрон (Sopron)            | 36,506           | 59,036 (2009)         | 59,036▲          | -                      | місто-медьє              |
| Еґер (Eger)                | 32,352           | 61,892 (1990)         | 56,429▲          | -                      | Центр медьє, місто-медьє |
| Надьканіжа (Nagykanizsa)   | 33,158           | 54,052 (1990)         | 50,540▼          | -                      | місто-медьє              |

## Від 30 000 до 50 тис. (невеликі міста)
| Назва                               | Максимальне населення | Метрополійна територія | Статус                   | Медьє                |
| ----------------------------------- | --------------------- | ---------------------- | ------------------------ | -------------------- |
| Дунауйварош (Dunaújváros)           | 48,187▼               | -                      | Місто-медьє              | Феєр                 |
| Годмезевашаргей (Hódmezővásárhely)  | 47,258▼               | -                      | Місто-медьє              | Чонґрад              |
| Шалґотар'ян (Salgótarján)           | 43,169▼               | -                      | Центр медьє, місто-медьє | Ноґрад               |
| Дунакесі (Dunakeszi)                | 38,470▲               | Будапешт               |                          | Пешт                 |
| Цеґлед (Cegléd)                     | 38,325▲               | -                      |                          | Пешт                 |
| Бая (Baja)                          | 37,707▼               | -                      |                          | Бач-Кішкун           |
| Озд (Ózd)                           | 34,930▼               | -                      |                          | Боршод-Абауй-Земплен |
| Сексард (Szekszárd)                 | 34,656▼               | -                      | Центр медьє, місто-медьє | Толна                |
| Вац (Vác)                           | 34,115▲               | Будапешт               |                          | Пешт                 |
| Ґеделле (Gödöllő)                   | 33,901▲               | Будапешт               |                          | Пешт                 |
| Сіґетсентміклош (Szigetszentmiklós) | 33,759▲               | Будапешт               |                          | Пешт                 |
| Дьєндьєш (Gyöngyös)                 | 32,607▼               | -                      |                          | Гевеш                |
| Мошонмадяровар (Mosonmagyaróvár)    | 32,605▲               | -                      |                          | Дьйор-Мошон-Шопрон   |
| Папа (Pápa)                         | 32,583▼               | -                      |                          | Веспрем              |
| Дьюла (Gyula)                       | 32,132▲               | -                      |                          | Бекеш                |
| Орошгаза (Orosháza)                 | 32,032▼               | -                      |                          | Бекеш                |
| Гайдубесермень (Hajdúböszörmény)    | 31,636▼               | -                      |                          | Гайду-Бігар          |
| Айка (Ajka)                         | 31,334▼               | -                      |                          | Веспрем              |
| Естерґом (Esztergom)                | 30,928▲               | -                      |                          | Комаром-Естерґом     |
| Кішкунфеледьгаза (Kiskunfélegyháza) | 30,640▼               | -                      |                          | Бач-Кішкун           |